# Faerch
Faerch A/S (tidligere Færch Plast) er en dansk producent af fødevareplastemballage med hovedkvarter i Holstebro. Virksomheden blev i 2020 overtaget af APMH Invest, som ejes af A.P. Møller og Hustru Chastine Mc-Kinney Møllers Fond til almene Formaal. Oprindeligt blev virksomheden etableret af Jørgen Færch i 1969, da han trækker sig ud af tobaksindustrien og køber fire maskiner til fremstilling af plastemballage. I 1973 bygger han et produktionsanlæg på Rasmus Færchs Vej 1 i Holstebro, hvor virksomheden fortsat har hovedkvarter. I 1990'erne påbegyndes en internationalisering af virksomheden, hvor de begynder at eksportere til bl.a. England og Frankrig. I 2014 sættes yderligere tempo på virksomhedens ekspansioner. I 2022 opkøber Faerch emballageproducenten Paccor, og de har nu ca. 5.600 ansatte (380 i Danmark). I 2023 havde Faerch en årsomsætning på 1,3 mia. kroner.